# 시네마테크 프랑세즈
시네마테크 프랑세즈(Cinémathèque Française)는 프랑스 파리시에 위치한 시네마테크이다. 영화 유산을 보관, 복원, 보급하는 것이 목적이다. 세계에서 가장 큰 영화 데이터베이스로서 4만편이 넘는 영화와 영화와 관련된 자료 및 물건 수천개가 있다.

## 같이 보기
- 시네마테크